# Heiligste Dreifaltigkeit (Theisenort)

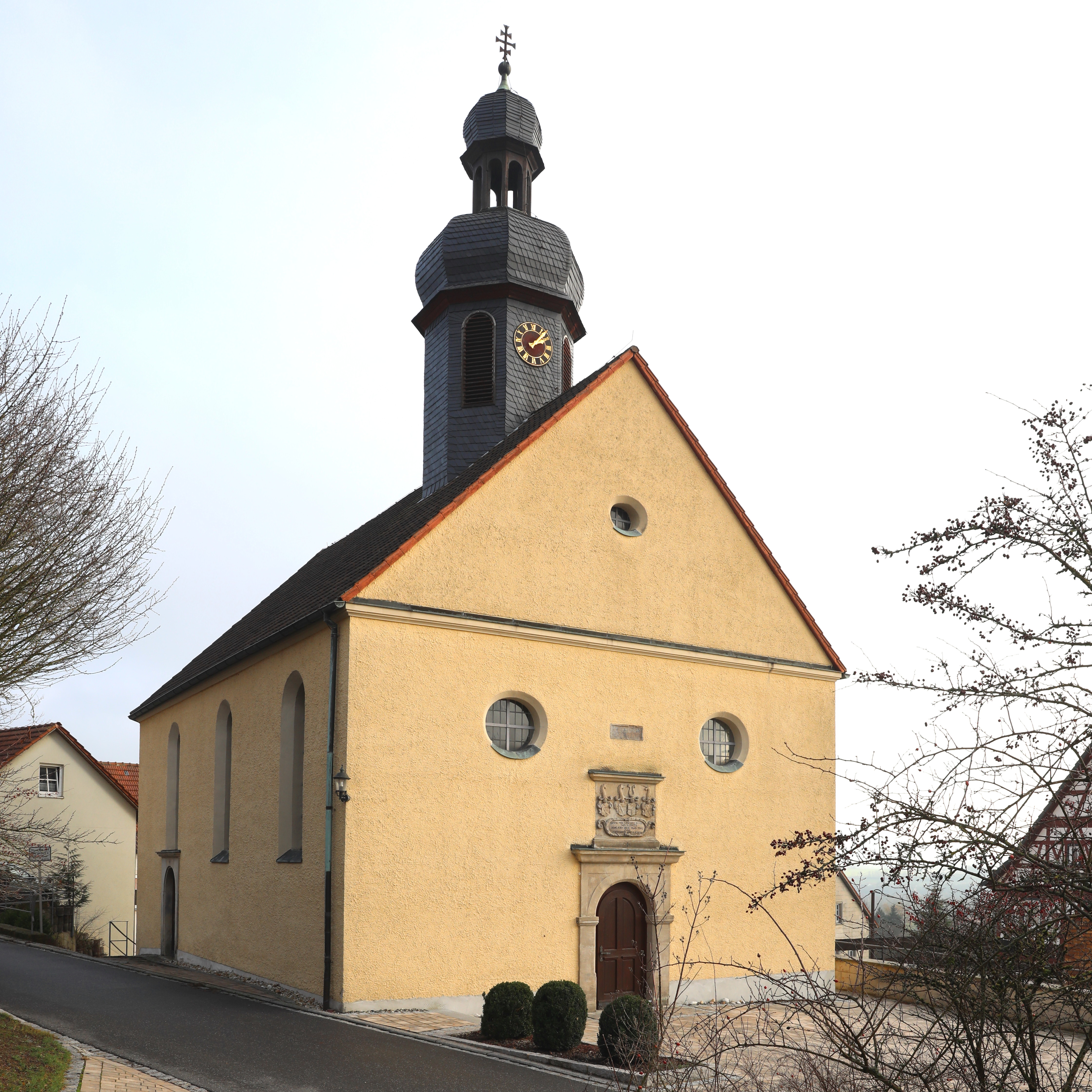
Pfarrkirche Heiligste Dreifaltigkeit in Theisenort

Die römisch-katholische Pfarrkirche und evangelisch-lutherische Filialkirche Heiligste Dreifaltigkeit in Theisenort, einem Gemeindeteil des Marktes Küps im oberfränkischen Landkreis Kronach, ist eine Simultankirche. An jedem ersten Sonntag eines Monats wird ein Gottesdienst der evangelischen Pfarrei Schmölz in der katholischen Kirche gehalten.

## Geschichte
Die Herren von Redwitz ließen 1357 in der Nähe des Schlosses eine Kapelle errichten, die am 3. Dezember 1357 der Weihbischof in Bamberg Walther zu Ehren des heiligen Andreas, des heiligen Nikolaus und der heiligen Katharina konsekrierte. Nach dem Hussitenzug des Jahres 1430 veranlasste Lorenz von Redwitz 1497/1498 den Neubau der Kapelle. Nach dem Dreißigjährigen Krieg ließ Georg Christoph von Redwitz die Kirche 1698/1699 im Barockstil komplett umbauen. Im Jahre 1699 wurde die Dreifaltigkeitskirche evangelisch eingeweiht. Da Georg Christoph von Redwitz um 1700 zur römisch-katholischen Kirche übergetreten war, veranlasste er im Jahr 1710 die ersten katholischen Messen in dem Gotteshaus. Die Kirche blieb aber weiterhin evangelisch-lutherisch bis zum Jahr 1830. Nach Genehmigung durch den bayerischen König erfolgte 1830 die Errichtung einer katholischen Pfarrei mit Sitz in Theisenort. Im Jahr 1861 schenkte Oskar von Redwitz die Kirche der katholischen Pfarrgemeinde. Evangelische Gottesdienste werden seitdem weiterhin in der Kirche gehalten.
Mitte des 19. Jahrhunderts erfolgte die erste Renovierung. Da das Bauwerk einsturzgefährdet war, ließ die Pfarrgemeinde 1968 die Kirche aufwändig umbauen und nach Westen um eine Fensterachse verlängern. Ein neuer Dachstuhl mit einem Dachreiter als Glockenturm wurde aufgestellt. Die Decke über dem Innenraum, die Fenster und die Besucherbänke wurden ersetzt und zwei 1573 gegossene Glocken wurden durch neue ausgetauscht. Die umgebaute Kirche weihte 1969 der Weihbischof in Bamberg Martin Wiesend. Eine Renovierung folgte 2007.

## Baubeschreibung
Die Kirche steht im Ostteil von Theisenort am Südabhang des Schlossberges. Es ist ein verputzter Saalbau mit einer hölzernen Flachdecke, drei Fensterachsen und dreiseitigem Schluss. Die Fenster sind meist rundbogig gestaltet. Die eingeschossige Orgelempore steht an der Westwand mit der Breite einer Fensterachse und ist mittig etwas ausgebaucht. Sie ist ruht auf vier Holzpfeilern.
Die rechteckige Sandsteinrahmung des rundbogigen Westportals hat ein Kämpferprofil. Das Sturzprofil ist mit Karnies profiliert. Über dem Portal befindet sich eine Sandsteintafel von 1698 mit drei Wappen von Redwitz und einem von Boyneburg und mit einer Inschrifttafel. Ursula Margaretha Regina von Boyneburg war die erste Gemahlin des Georg Christoph von Redwitz. In der oberen Zone der Westfassade ist eine weitere Inschrifttafel von 1498 vorhanden, flankiert von zwei ovalen Fenstern. Das mit Karnies profilierte Kranzgesims ist unter dem Westgiebel durchgeführt. Ein ovales Fenster im Westgiebel belichtet den Dachraum.
Im achtseitigen, verschieferten Dachreiter hängen hinter rundbogigen Schallfenstern zwei Glocken. Eine verschieferte Schweifkuppel mit einem Arkadenaufsatz und eine weitere Kuppel mit Spitze, Knauf und Kreuz bildet die Turmbekrönung.
Die Sakristei befindet sich an der Chorsüdseite. Der eingeschossige, verputzte Anbau hat ein Walmdach. Der Innenraum wird von einem Kreuzgratgewölbe überspannt.

## Ausstattung
Im Chorraum steht ein Volksaltar aus Sandstein. Es ist ein Werk des Kronacher Bildhauers Heinrich Schreiber aus dem Jahr 1969. Dahinter hängt an der Ostwand eine fünfteilige Holzfigurengruppe der Marienkrönung. Die Figuren gehörten ursprünglich zum Hochaltar von 1880. Die Bamberger Künstlerin Marlies Hirsekorn gestaltete als Einfassung eine Hintergrundmalerei, die einen Altaraufbau andeutet.
An der Langhausnordwand hängt das Bild Marienkrönung, eingefasst von einem Goldrahmen. Es zeigt im Goldrahmen die Wappen Georg Christophs von Redwitz und seiner zweiten Frau Eva Susanna, gebürtige von Gebsattel. Das Bild ist um 1700 entstanden und war ohne den Goldrahmen das Altarblatt des früheren Seitenaltars.
Die weiß und golden gefasste Kanzel besteht aus einem Holzaufbau, der um 1700 entstand. Der polygonale Korb ist durch gewundene Freisäulen auf Konsolen gegliedert.
Das Taufbecken ist vermutlich eine Arbeit von Georg Christain. Um das Jahr 1580 stifteten Wilhelm von Redwitz und seine Frau Katharina, eine gebürtige von Koller, den farbig gefassten Taufstein. Er besteht aus Sandstein, hat einen achtseitigen, geschweiften Fuß und ein gebauchtes Mittelstück. Engelsköpfe halten Wappen acht verschiedener Adelsgeschlechter.

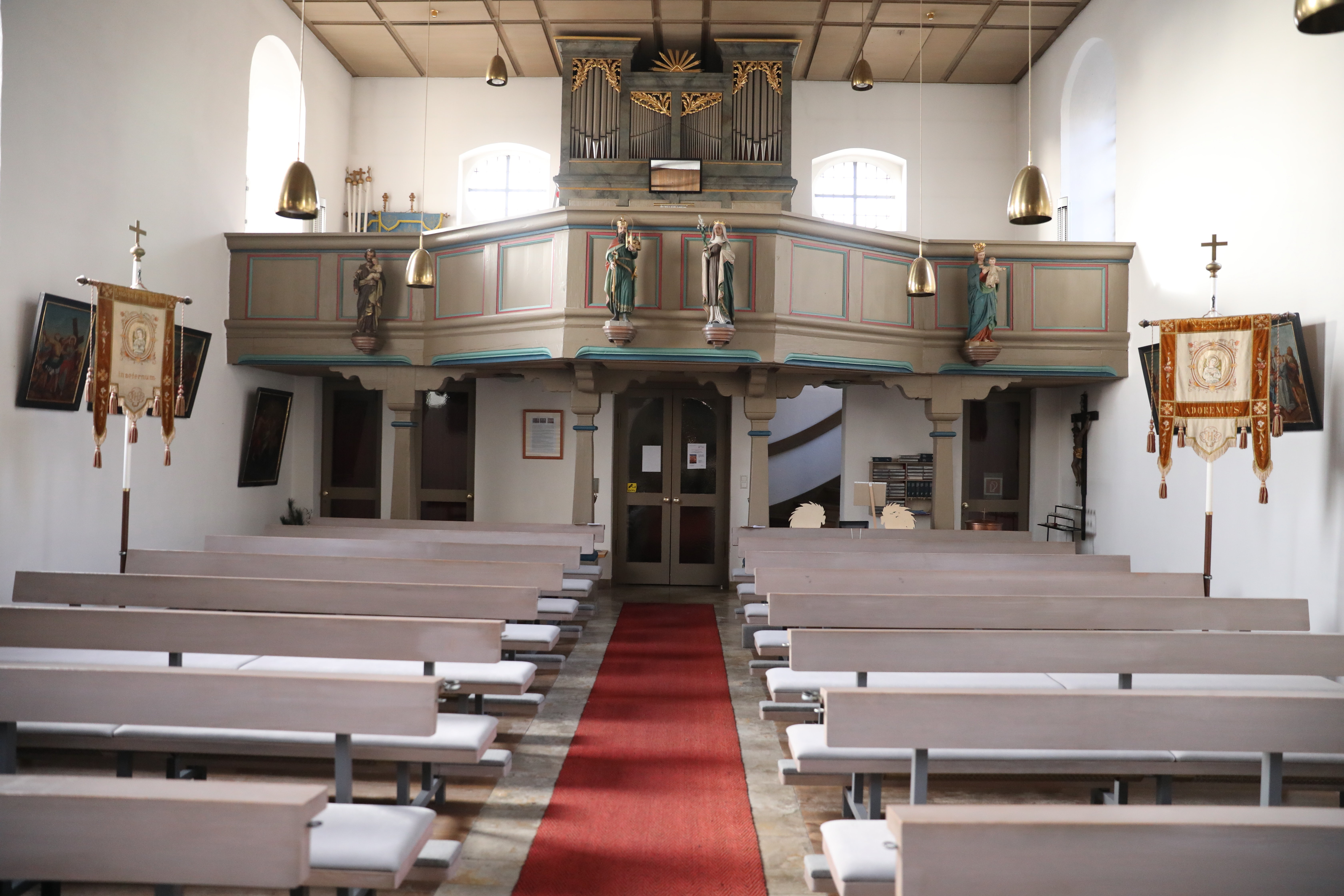
Orgel

### Orgel
Die Orgel stellte 1839 der Neustadter Orgelbauer Georg Christoph Hofmann mit einem vierteiligen Prospekt für 350 Gulden auf. Sie hat neun Register auf einem Manual und Pedal.